# Aleksey Voyevodin
Aleksey Nikolayevich Voyevodin (russe : Алексей Николаевич Воеводин) (né le 9 août 1970 à Marat près de Penza) est un athlète russe spécialiste de la marche athlétique. 
Sur 50 km, il est médaillé de bronze aux Jeux olympiques d'Athènes en 2004, vice-champion du monde en 2005 à Helsinki et vice-champion d'Europe en 2002 à Munich. 

## Carrière
Aleksey Voyevodin se révèle durant l'année 2002 en décrochant la médaille d'argent du 50 km marche des Championnats d'Europe de Munich en 3 h 40 min 16 s, terminant à près de quatre minutes du Polonais Robert Korzeniowski. Il remporte en fin de saison à Turin son premier titre lors d'une Coupe du monde de marche. En 2003, il se classe deuxième de la Coupe d'Europe de marche disputée à Tcheboksary, permettant à l'équipe de Russie de remporter le titre continental sur 50 km. Pour sa quatrième participation consécutive, Voyevodin échoue au pied du podium des Championnats du monde de Paris avec le temps de 3 h 38 min 01 s, la meilleure performance de sa carrière.
En début de saison 2004, le Russe décroche son deuxième titre consécutif lors de la Coupe du monde de marche de Naumbourg, établissant en 3 h 42 min 44 s son meilleur temps de l'année sur la distance. Sélectionné pour les Jeux olympiques d'été de 2004 à Athènes, Voyevodin s'empare de la médaille de bronze du 50 km, battu par Robert Korzeniowski et Denis Nizhegorodov. En 2005, il devient vice-champion du monde à Helsinki dans le temps de 3 h 41 min 25 s, trois minutes derrière son compatriote Sergey Kirdyapkin.

## Palmarès
| Date | Compétition              | Lieu     | Résultat | Épreuve | Temps           |
| ---- | ------------------------ | -------- | -------- | ------- | --------------- |
| 1995 | Championnats du monde    | Göteborg | 15e      | 50 km   | 3 h 59 min 23 s |
| 1997 | Championnats du monde    | Athènes  | 10e      | 50 km   | 3 h 54 min 28 s |
| 2001 | Championnats du monde    | Edmonton | —        | 50 km   | DNF             |
| 2002 | Championnats d'Europe    | Munich   | 2e       | 50 km   | 3 h 40 min 16 s |
| 2002 | Coupe du monde de marche | Turin    | 1er      | 50 km   | 3 h 40 min 59 s |
| 2003 | Championnats du monde    | Paris    | 4e       | 50 km   | 3 h 38 min 01 s |
| 2004 | Coupe du monde de marche | Naumburg | 1er      | 50 km   | 3 h 42 min 44 s |
| 2004 | Jeux olympiques          | Athènes  | 3e       | 50 km   | 3 h 43 min 34 s |
| 2005 | Championnats du monde    | Helsinki | 2e       | 50 km   | 3 h 41 min 25 s |
| 2007 | Championnats du monde    | Osaka    | —        | 50 km   | DNF             |

## Records
| Épreuve      | Performance    | Lieu  | Date         |
| ------------ | -------------- | ----- | ------------ |
| 50 km marche | 3 h 38 min 1 s | Paris | 27 août 2003 |